# Charlie Simpson

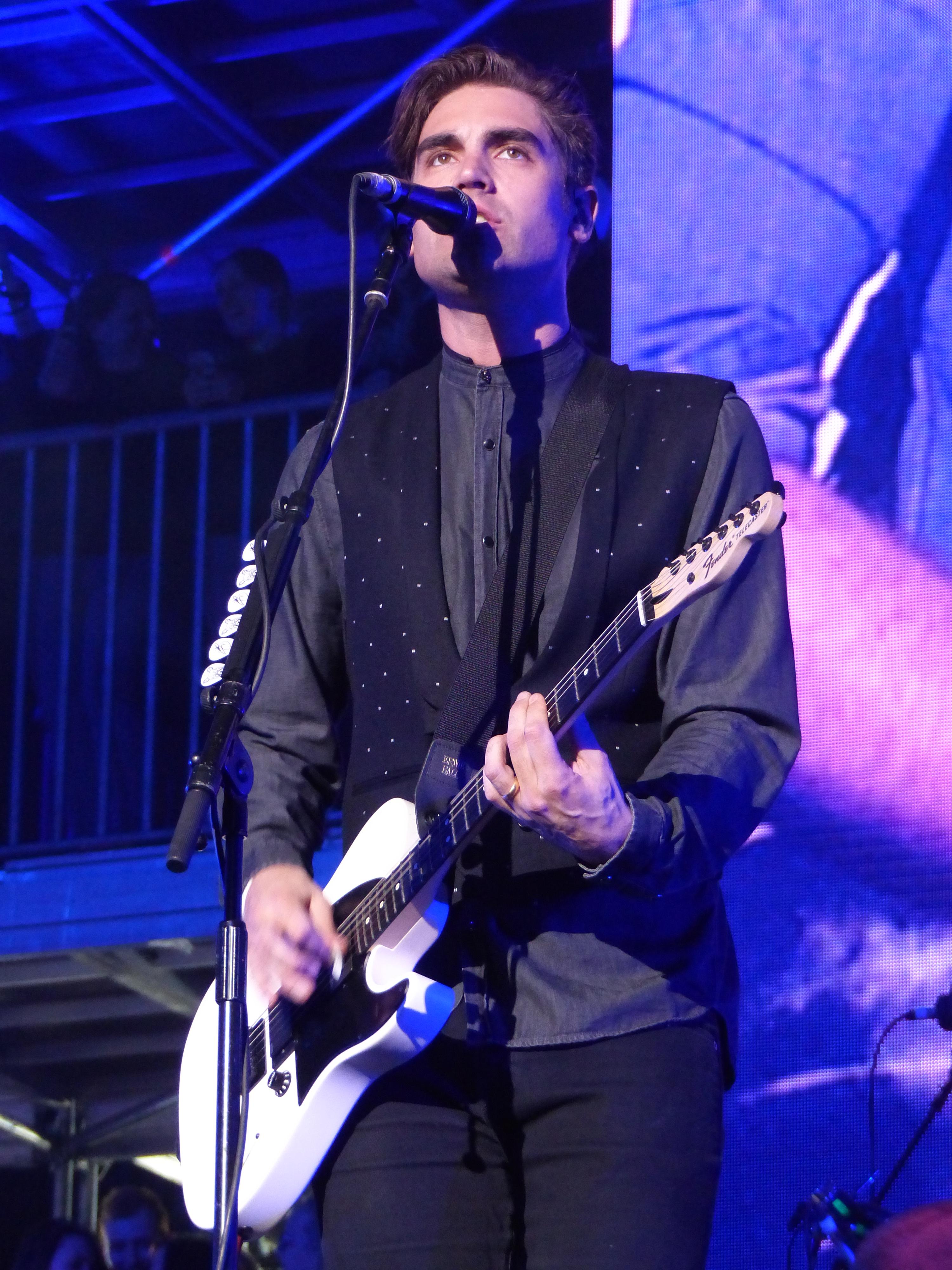
Charlie Simpson

Charlie Simpson, född 7 juni 1985 i närheten av Ipswich, Storbritannien, är en brittisk musiker, sångare och låtskrivare. De instrument han behärskar är gitarr, trummor och piano.
Han var mellan 2002 och 2005 medlem i bandet Busted tillsammans med James Bourne och Matt Willis och är sedan år 2003 sångare i rock/metalbandet Fightstar. Simpson har även satsar på en solokarriär och släppte sitt debutalbum Young Pilgrim 15 augusti 2011.

## Gästframträdanden
- Band Aid 20 - Do They Know It's Christmas? (Mercury Records, 2004); sång
- This is Menace - The Scene is Dead (Fourth Wall Records, 2007); sång
- Cry for Silence - The Glorious Dead (Visible Noise Records, 2008); sång
- The Travis Waltons - Seperation Season (BFF Records, 2015); sång
- Gunship - Gunship (INgrooves, 2015); sång
- Gunship - Unicorn (Gunship Music/Horsie in the Hedge Limited/INgrooves, 2023); sång